# Женщины в турецкой политике
Женщины в турецкой политике играют сегодня заметную роль. Они активно участвуют в создании и проведении национальной политики Турции: число женщин-депутатов в парламенте страны неуклонно растет с каждыми выборами.

## Предыстория
Турецкая Республика была основана 29 октября 1923 года, после распада Османской империи. Хотя политическая власть некоторых королев-матерей над османскими султанами была значительной (особенно в эпоху, известную как Женский султанат), женщины в тот период не имели никаких шансов занять какой-либо официальный политический пост.
Одной из первых заметных женщин-активисток на заре республиканской эры в Турции была Незие Мухиттин — основательница первой женской партии в июне 1923 года. Однако, партия так и не была легализована, поскольку республика в то время еще не была официально объявлена.
Мустафа Кемаль Ататюрк, основатель республики, инициировал серию реформ для модернизации страны, включая гражданское и политическое равенство для женщин. 17 февраля 1926 года в Турции был принят новый гражданский кодекс, в соответствии с которым права турецких женщин и мужчин были объявлены равными — за исключением избирательных прав. После непродолжительной, но напряженной борьбы турецкие женщины добились и избирательных прав на местных выборах — в соответствии с Законом № 1580 от 3 апреля 1930 года. Четыре года спустя, в соответствии с новым законом, принятым 5 декабря 1934 года, они получили и полное всеобщее избирательное право — раньше, чем в большинстве других государств.

## Местное самоуправление
Первым женщиной-мухтаром (главой деревни) в Турции была Гюлькыз Урбюл, возглавившая в 1933 году деревню Демирцидере (сегодня — Карпуцлу) в районе Чинэ провинции Айдын. На выборах она победила семь кандидатов-мужчин. Первой женщиной-мэром стала Мюфиде Ильхан, которая была избрана главой Мерсина в 1950 году.
Прогрессивное курдское движение «Apoist», начатое запрещённой Рабочей партией Курдистана (РПК) и оказавшее влияние на некоторые, преимущественно курдские партии — такие как Партия мира и демократии и Народная демократическая партия — способствовало продвижению женщин в политике по всей стране. В декабре 2016 года американская газета «Нью-Йорк Таймс» писала о ситуации в Восточной Турции: «Трещина в Турции угрожает гендерному равенству, созданному курдами».
Вахап Джошкун, профессор права в Диярбакирском университете и критик РПК, признавал, что активная пропаганда курдскими партиями женщин как представителей власти оказывала влияние на Турцию в целом: «Это также повлияло на то, что другие политические партии выдвинули больше женщин-кандидатов — в том числе, и на западе Турции. Это также увеличило роль женщин в социальной жизни, а также влияние женщин на политическую жизнь». Сегодня множество женщин являются политиками, входя в ряды правящей «исламистской» партии ПСР.

## В парламенте
На всеобщих выборах, состоявшихся 8 февраля 1935 года, 17 женщин-депутатов вошли в Великое Национальное собрание Турции. В результате довыборов 1936 года, Хатидже Озгюнер также вошла в парламент — увеличив число женщин в нём до 18 (4,6 %). Среди этих представительниц особенно выделялась Хаты Чирпан (также известная как Саты Кадын) — поскольку она была родом из сельской местности.

### Выборы 1935—1991 годов
Однако после многообещающего начала 1935 года число женщин в парламенте начало уменьшаться: минимальное число составляло всего две женщины (0,7 % в 1954 году). После этого на всех последующих выборах до 1991 года доля женщин, в целом, увеличивалась: в 1983 году в парламент вошли 12 женщин-депутатов (3 %), а в 1991 — 8 (1,8 %).

### Выборы 1995—2015 годов
С 1995 года число женщин в парламенте только росло: в 1995 году их было 13 (2,4 %), а в 2015 — уже 97 (17,7 %).

### Вице-спикеры парламента
До настоящего времени в Турции на посту председателя парламента не было женщин. Первой женщиной, занявшей пост вице-спикера, была Нермин Нефтчи из Национальной партии доверия (в 1972 году). В период 2007—2015 годов две женщины являлись вице-спикерами: Мерал Акшенер и Гюльдаль Мумджу; В 2011 году Айшенур Бахчекапылы из партии «Справедливости и развития» (ПСР) также была избрана в качестве одного из вице-спикеров.

### Члены Сената
С 1961 по 1980 год в Великом Национальном Собрании Турции существовал сенат (верхняя палата). За время его существования сенаторами были избраны 5 женщин.

## Женщины в политических партиях
Две политические партии Турции были основаны женщинами: Национальная женская партия Турции — в 1972 году (до 1980 года) и Женская партия — в 2014.

### Лидеры партии
Первой женщиной-лидером турецкой партии была Бехидже Боран (1910—1987) — член Рабочей партии Турции (TİP), она была избрана её председателем в 1970 году и продолжала занимать эту должность до тех пор, пока все политические партии не были запрещены после военного переворота 11 сентября 1980 года.

## Премьер-министр
Тансу Чиллер — профессор экономики с 1983 года — вошла в политику в ноябре 1990 года, присоединившись к консервативной партии «Истинный путь» (DYP). 13 июня 1993 года она была избрана лидером партии, а 25 июня того же года Чиллер была назначена премьер-министром коалиционного правительства, став на сегодняшний день первой и единственной женщиной на посту премьер-министра Турции. Чиллер проработала на этом посту до 6 марта 1996 года.